# Trdnjava Blagaj
Trdnjava Blagaj ali staro mesto Blagaj (bosansko, hrvaško in srbsko: Stari grad Blagaj, srbsko cirilsko Стари Град Благај; izgovorjava [blaːgaj]), lokalno znano kot Stjepan-grad (Стјепан-град), ali Stipan-grad, v antičnih časih Bona (Bona), je mestno-trdnjavski kompleks blizu mesta Blagaj v Bosni in Hercegovini. Stara Blagajska utrdba je bila zgrajena na visokem, nedostopnem kraškem griču, na nadmorski višini 310 metrov in 266 metrov nad izvirom reke Bune. Trdnjava Blagaj je 275 metrov nad morsko gladino. Trdnjava je nacionalni spomenik Bosne in Hercegovine, ki jo je KONS razglasil 6. decembra 2003.

## Zgodovina
Arheološko gradivo, raztreseno po pobočjih Blagajskega hriba, kaže, da so tu obstajale naselbine že v prazgodovini in rimskem obdobju. Na vsaki najvišji točki vrha so bili odkriti ostanki utrdb: na severovzhodnem vrhu so ostanki rimske ali poznoantične utrdbe ali opazovalnice (specula, burgus) imenovane Mala gradina, na jugovzhodnem vrhu pa se razberejo obrisi prazgodovinskega gradišča. Na jugozahodnem vrhu so ostanki današnjega Stjepan gradu, srednjeveške ali osmanske utrdbe. Krajše stranice trikotnika omejuje soteska, skozi katero je nekoč tekla reka, na daljši in edini dostopni strani pa so vidni ostanki masivnega obzidja, ki oklepa več kot 2 hektarja velik utrjen mestni kompleks.
Možno je, da je bil ta kompleks v zgodnjem srednjem veku sestavljen iz dveh delov – Stare utrdbe (Stjepanov grad) in Male gradine in da je ta dvojna naselbina trajala vsaj do sredine 10. stoletja. Najzgodnejši posredni pisni vir o zahumskih utrdbah, vključno z Blagajem, je Traktat o ljudstvih bizantinskega cesarja in pisca Konstantina Porfirogeneta iz leta 948 do 952, v katerem sta omenjeni dve utrdbi – Bona in Hum.
Po 10. stoletju je imel Blagaj pomembno vlogo pri razvoju Huma oziroma Zahumlja. Velik vpliv na njegov razvoj je imela bližina glavne poti, ki je preko doline Neretve (»via Narenti«) povezovala Jadransko morje z bosanskim zaledjem. Burni politični dogodki, zlasti po 10. stoletju, razen občasnih obzidij niso bistveno vplivali na gospodarski razvoj mesta. Humski knez Miroslav je imel dvor v Blagaju (Orbini, II Regno, 350), kjer je zgradil cerkev, posvečeno svetima Kozmu in Damjanu. Plošča z napisom v cirilici, najdena leta 1912 pri ruševinah domačega dvorca v Bišću in kraju Vrači, beleži gradnjo cerkve (Vego, 1957, 15). Plošča je danes shranjena v Zemaljskem muzeju Bosne in Hercegovine.
V času kralja Tvrtka so bosanski vladarji v Blagaju izdajali listine, maja 1404 pa je Blagaj postal ena od rezidenc vojvode Sandalja Hranića, nato pa grofa (hercega) Stjepana Vukčića Kosače, po katerem so ljudje poimenovali utrdbo Stjepan grad. Prva pisna omemba je mirovna pogodba med vojvodo Sandaljem Hranićem in Benečani z dne 1. novembra 1423, izdana »v našem mestu Blagaju«. Omenjena je bila tudi v listinah aragonskega in neapeljskega kralja Alfonza V. iz 15. stoletja.
Osmani so Blagaj zavzeli leta 1465, leta 1473 pa že obstajajo omembe blagajskega kadije. Osmani so utrdbo popravljali dvakrat: leta 1699, ko je bil popravljen zahodni stolp, in ponovno leta 1827. Do leta 1835 je bila tam nameščena garnizija, čeprav je nekdanjo strateško vlogo utrdbe že zdavnaj prevzel Mostar.

## Opis kompleksa trdnjave

### Lokacija
Stara Blagajska utrdba je bila zgrajena na visokem, nedostopnem kraškem griču, na nadmorski višini 310 metrov in 266 metrov nad izvirom reke Bune. Trdnjava Blagaj je 275 metrov nad morsko gladino.

### Arhitektura
Za razliko od drugih utrdb, ki so bile tudi vladarske rezidence v Bosni in Hercegovini, je trdnjava Blagaj na naravno ravnem mestu nad navpičnimi pečinami na jugu, zahodu in severu. Tloris utrdbe je nepravilen mnogokotnik, prilagojen konfiguraciji terena. Pristopna pot, strma serpentinasta pot, široka 2 metra in dolga 900 metrov, vodi do vhoda v najdebelejšo (vzhodno) steno predgradja. Zidovi višine 12 ali 14 metrov so ostali v veliki meri ohranjeni in so debeli od 1,5 do 2,0 metra, medtem ko na jugu niso debelejši od 1,5 metra. Notranji obrambni prostor je razmeroma majhno območje okoli 1700 kvadratnih metrov , podobno kot utrdba Jajce.
Vhod v utrjeno mesto je varovalo danes težko vidno zunanje dvorišče, predgradje (VII, 10 × 11,5 m) in vratarnica (VII, 10 × 7 m) kot zadnja ovira za napadalce. Obzidje vratarnice je opazno trdnejše in višje od zidov predgradja.
V 6. stoletju je bila večina zidov povišana, vendar so njihove dimenzije ostale enake. V srednjem veku se je s temi prizidavami celotna masa precej povečala in ni nemogoče, da so se nekateri spodnji deli stolpa podrli. Prsobran morda ni bil dozidan do svoje prvotne višine, ampak nekoliko nižje (Basler, 1983, 32). V poznem 14. in začetku 15. stoletja so zidove utrdili in odebelili. Približno deset metrov od utrdbe je bilo prizidano še eno obzidje, ki daje temu prostoru vtis jarka. Vzhodna stena je bila močno poškodovana v 18. ali v začetku 19. stoletja, ko je v njenem srednjem stolpu raznesla večja količina smodnika. Popravila so bila izvedena dokaj okorno in so precej spremenila prvotno podobo (Basler, 1983). Anđelić, ki je izkopaval leta 1965, piše: »Kot natančen rezultat izkopavanj se je izkazalo, da utrdba nima ostankov antične ali poznoantične arhitekture« (Anđelić, 1965, 179).
Med odkritimi arhitekturnimi značilnostmi so bili najpomembnejši ostanki palače (XV), nepravilnega pravokotnega obrisa.
Primerjava strukture obzidja omogoča sledenje različnim stopnjam gradnje in popravil – od najzgodnejših začetkov utrdbe v 4. stoletju. Zidovi prve gradbene faze so iz lomljenega kamna, položenega v vodoravne plasti (opus incertum), podobno kot pri palaciju na Mogorjelu. V drugi fazi, ki je trajala med letoma 535 in 600, so zidove popravili in ponekod pozidali do višine 1 do 3 metre s tehniko poševno položenega kamna (opus spicatum). Ta tehnika gradnje je povezana z vladavino cesarja Justinijana (527–565). Popravila osrednjega stolpa vzhodne stene segajo v 6. stoletje. Vrsto in obseg posegov od 7. do 15. stoletja je težko določiti zaradi kasnejših popravil, ki so bila izvedena v opus incertum do 19. stoletja. Po 16. stoletju so vsa dela na utrdbi izvajali domači dunđeri (vsestranski gradbeniki, ki so se enako posvetili zidarstvu ali tesarstvu), kar pripisujejo naglemu upadu strateškega pomena utrdbe v takratnih razmerah.

## Arheološke raziskave
Leta 1965 so se začela sistematična arheološka izkopavanja pod nadzorom Državnega muzeja Bosne in Hercegovine. Raziskano je bilo območje okoli 1000 kvadratnih metrov, kar je več kot ena tretjina območja, obdanega z obzidjem. Za arheološke plasti je bila na splošno značilna precejšnja debelina (0,50 do 3,50 m) in redkost likovnega materiala. Vendar pa so v srednjeveški plasti odkrili keramiko in majhne železne predmete, skupaj s koščki stekla in zoglenelimi žiti. V ruševinah palače so izkopali veliko količino svinca - približno 700 kilogramov. V arheološkem sloju iz osmanskega obdobja so bile edine najdbe črepinje lončenine in drobno železarstvo, ki so ga uporabljali v gradbeništvu. Kot rezultat izkopavanj je bilo ugotovljeno, da v Blagaju ni ostankov antične in zgodnjesrednjeveške arhitekture, ker ni arheološkega gradiva iz tega obdobja. Nekaj drobcev ilirske keramike in nekaj manjših odlomkov rimskih strešnikov pa kaže na prisotnost Ilirov na tem vidnem mestu (Anđelić, 1965, 178–180).
Šahidska nekropola v Blagaju, ki je pod trdnjavo, v bližini ceste, je staro muslimansko grobišče, znano kot Šehitluk. Grobovi in nagrobniki so skoraj povsem uničeni, vendar se še razločijo obrisi več grobov, levo in desno od potoka in ceste pa je osem, večinoma poškodovanih nišanov. To je najverjetneje najstarejše grobišče v Blagaju.

## Nacionalni spomenik
Zgodovinsko območje Stare trdnjave v Blagaju (znano tudi kot Stjepan grad) je KONS 6. decembra 2003 dal pod zaščito države in jo razglasil za nacionalni spomenik Bosne in Hercegovine.